# Jessica Olofsson
Jessica Katarina Olofsson, född 28 oktober 1988, är en svensk före detta fotbollsspelare som spelade i Piteå IF Dam i damallsvenskan 2012.
Olofsson spelade för Piteå fram till 2008, då hon flyttade till Umeå för att studera. Hon representerade därefter Mariehem SK och Infjärdens SK, men återvände till Piteå inför säsongen 2012. Det blev emellertid bara en säsong för klubben innan hon gick vidare till Piteå Södra DFF 2013.